# Emília Trepat i Riba
Emília Trepat i Riba, conocida deportivamente como Emilia Trepat ( Barcelona,1913 - Barcelona, 20 de diciembre de 1993 ) fue una atleta catalana especializada en carreras de velocidad y saltos. Fue campeona de España en varias pruebas, también ostentó el récord de España en los 300 metros lisos.

## Biografía
Trepat forma parte de una generación de atletas de distintos clubs de la ciudad que dieron importantes títulos al mundo del atletismo. Junto a Carmen Sugrañes comenzó en el atletismo en 1931 tras abandonar el Baloncesto. Fue una de las grandes protagonistas de las carreras de velocidad de los campeonatos estatales de los años 1933, 1935 y 1936. Habiendo corrido en representación de distintos clubes a lo largo de su carrera deportiva.
Su primer club fue el Club Femení d´Esports, en 1933 defendió los colores del Club Femenino y de Deportes, con Rosa Mercè y Dolors Castelltort, también grandes figuras del atletismo de principios de los años 30. Emilia Trepat sucedió a Mery Morros en longitud y velocidad consiguiendo el récord de España en 60 y 300 metros lisos, 80 metros vallas durante 1934 y 1935.
En 1935 compitió como componente del club FAEGE, la Federación de Alumnos y Exalumnos de los Grupos Escolares, que tenía varias secciones, entre otras, una de excursionismo, y en 1936, compitió como independiente sin llegar a correr por ningún club en concreto.
Fue campeona de las pruebas de 80 m lisos en los campeonatos de 1933 y 1935, también, de la carrera de 150 m lisos de 1933 y de las carreras de 300 m lisos en los años 1935 y 1936.  En 1935 batió el récord de Cataluña y España en los 300 m lisos. En este campeonato de 1935 también hubo competición masculina y curiosamente, la prensa de la época estableció unas claras distinciones de trato entre las mujeres y los hombres que participaron. Emília Trepat era señorita y su equivalente en masculino era atleta.

## Palmarés
Campeonatos de España
- Campeona de 80 m lisos en 1933 y 1935.
- Campeona de 300 m lisos en 1933 y 1935.
- Subcampeona de salto de altura en 1935.
- Subcampeona de salto de altura en 1933.

## Reconocimientos
En 1935 batió el récord de Cataluña y España en los 300 m lisos.